# Bulbophyllum disjunctum
Bulbophyllum disjunctum är en orkidéart som beskrevs av Oakes Ames och Charles Schweinfurth. Bulbophyllum disjunctum ingår i släktet Bulbophyllum och familjen orkidéer. Inga underarter finns listade i Catalogue of Life.